# Держава

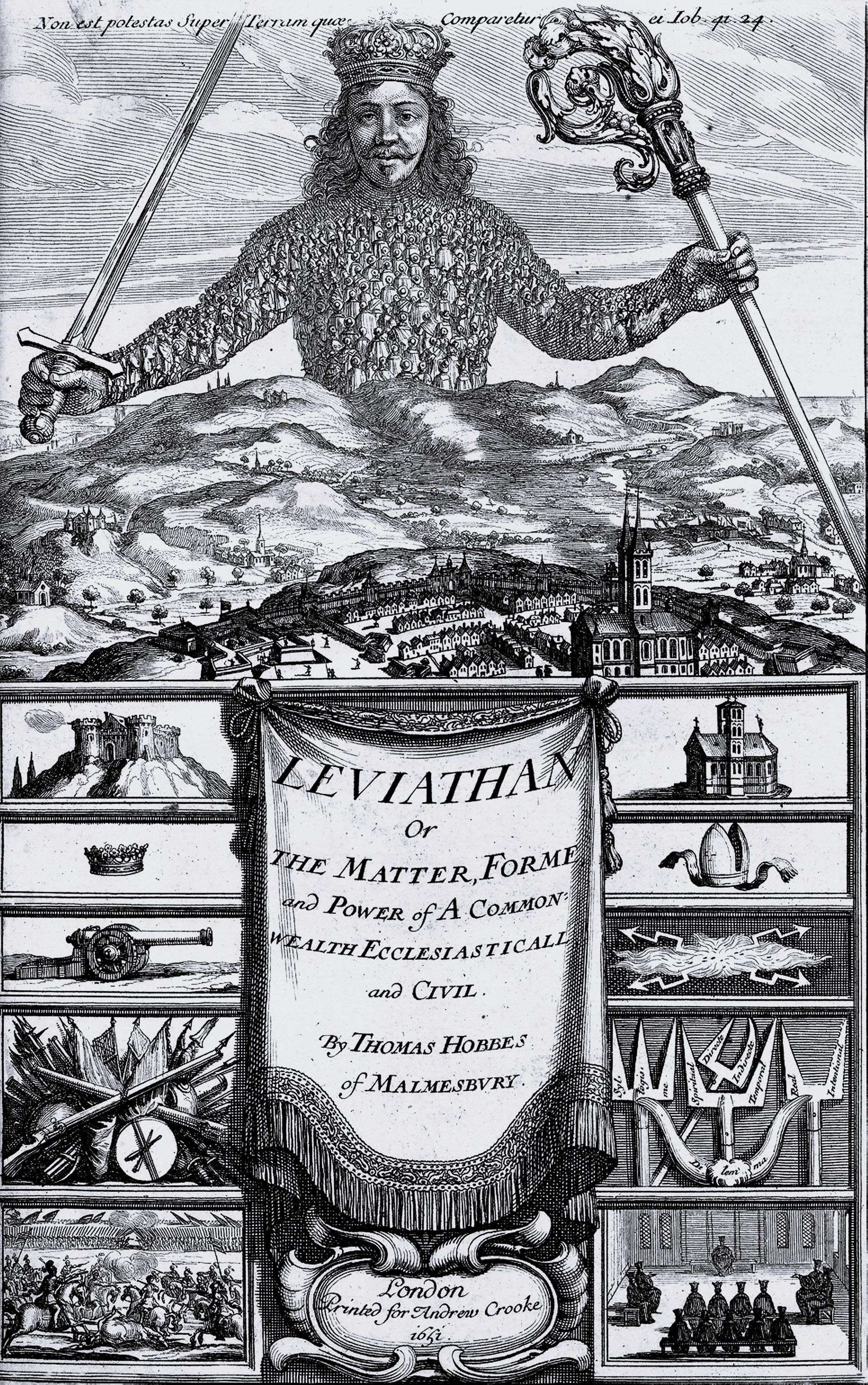
Обкладинка книги Томаса Гоббса «Левіафан» (1651), присвячена проблемам держави.

Держава — особлива форма організації співжиття численних спільнот людей, яка характеризується наявністю таких основних ознак, як:
1. система спеціальних органів та установ, що в своїй сукупності утворюють державний управлінський механізм (державний апарат);
2. право (тобто обов'язкові правила поведінки, встановлені й санкціоновані державою), за допомогою якого держава як політична влада закріплює певний порядок суспільних відносин, а також структуру й порядок діяльності державного апарату;
3. визначена територія, кордонами якої обмежується влада певної держави[1].

Це організована політична спільнота під управлінням уряду; суб'єкт політики, ядро політичної системи.
Типологічно держави розрізняються: за формами правління — монархії, республіки; за формами державно-територіального устрою — унітарні, федеративні і за формами політичного режиму — демократичні, авторитарні та тоталітарні.
У міжнародному праві існує поняття «суверенна держава» — геополітичної сутності, яка характеризується суверенітетом, незалежністю і самостійністю в зовнішніх і внутрішніх справах. Суверенна держава — особлива політико-територіальна організація, що має суверенітет спеціального апарату управління і примусу та здатна надавати своїм велінням загальнообов'язкового характеру[джерело не вказане 473 дні].
Кожна суверенна держава має свою територію та кордони, які можуть розширюватися або звужуватися, проводить власну незалежну внутрішню і зовнішню політику на світовій політичній арені, має міжнародне визнання та державну символіку: герб, прапор і гімн. Поняття держава (як геополітична сутність) означає, що на певній території де-факто і де-юре встановлена влада даної держави, в повному обсязі ходить офіційна валюта держави, в державних установах використовується державна мова, а також на ній проживають громадяни держави. Суверенна держава в політико-географічному, військовому і економічному плані не може бути залежною. Держава, спираючись на волю нації, самостійно вирішує, до яких політико-географічних, військових і економічних союзів, груп, альянсів чи об'єднань вона прагне приєднатися[джерело не вказане 473 дні].

## Історія
До кінця 18 століття панівною була модель династичної держави, тобто держави, що територіально охоплювала всі володіння правлячої династії. У 19 столітті набуває поширення модель національної держави — «одна нація — одна держава». У Європі тріумфом принципу національно-державного суверенітету стали «підсумки» Першої світової війни: Паризької мирної конференції 1919—1920 років та Версальської системи міжнародних відносин.
У 20 столітті суспільна вага держави зростає. Необхідність посилення регулюючої ролі держави відстоюють послідовники різних політичних (марксизм, соціалізм, фашизм, націонал-соціалізм) та економічних (кейнсіанство) концепцій. Максимально неконтрольованим з боку громадян був вплив на них (громадян) державних інститутів у тоталітарних державах — нацистській Німеччині та СРСР. Від 1970-х років в країнах Заходу в результаті структурної кризи економіки поширилися ліберально-консервативні концепції (тетчеризм, рейганоміка — які стверджували необхідність обмеження ролі держави за рахунок сприяння розвиткові ринкової саморегуляції економіки.
В історичній науці категорія «держава» завжди відігравала провідну методологічну роль. До 19 століття в концептуальному арсеналі істориків домінувала політична історія, яка орієнтувала дослідників на опис діяльності державних установ та інститутів. Цей підхід набув особливого піднесення в державницькому напрямі в історіографії. В Україні після здобуття незалежності дослідження процесів національного державотворення набули нового піднесення.

## Поняття «держава»
Для відмежування держави від інших організацій, в тому числі додержавного періоду розвитку суспільства, важливо з'ясувати, появу чого розглядають як появу власне держави.
Роберт Леонард Карнейро, наприклад, під державою має на увазі автономну політичну одиницю, що включає багато громад у рамках своєї території і має централізований уряд з повноваженнями збору податків, призову людей на роботу чи війну, а також видання і виконання законів.
У свою чергу, Л. Ю. Грінін визначає державу як поняття, за допомогою якого описується система спеціальних інститутів, органів і правил, що забезпечує зовнішнє і внутрішньополітичне життя суспільства; як відокремлену від населення організацію влади. В цьому він вбачає відмінності ранньої держави від спільнот недержавного типу, в тому числі аналогів ранньої держави. На думку вченого, держава характеризується:
а) суверенністю (автономністю);
б) верховенством, легітимністю і реальністю влади в рамках певної території та кола осіб;
в) можливістю примушувати до виконання своїх вимог, а також змінювати відносини і норми.
Для Миколи Данилевського держава — істотний інструмент політичної незалежності, але остільки це необхідно для реалізації потенцій культурно — історичного типу[джерело?]. Для Арнольда Тойнбі «універсальна» держава, тобто та, що отримала самостійну закінчену форму, — сутність, що протистоїть суспільству, вимушений інструмент його самозбереження на етапі надлому, коли це суспільство вже не може своїми засобами справлятися з силами розладу[джерело не вказане 473 дні].
Нікколо Макіавеллі бачив у державі втілення вищої влади, необхідної для наведення порядку і зміцнення безпеки громадян, які самі по собі нездатні це зробити і, більше того, віддаються до різних злісних підступів один проти одного. Держава, її влада необхідні для введення у прийнятне русло конфліктів, як загального постійного стану людства[джерело?]. При цьому дослідник вважав державу вільною від моральних обмежень у досягненні своїх цілей і стримуванні злобливого егоїзму громадян[джерело не вказане 473 дні].
Подібним чином розглядав державу Томас Гоббс, вбачаючи у ній основний засіб припинення «війни всіх проти всіх»[джерело не вказане 473 дні]. Причиною появи держави він вважав усвідомлення постійної загрози загибелі, яке змушує людей згодитися на абсолютну владу держави; підпорядкування їй є безумовним, вона не може бути усунена підданими[джерело не вказане 473 дні].
Макс Вебер запропонував розуміти державу як інституцію, що володіє монополією на застосування узаконеного насильства (див. Монополія на насилля). Проте багато дослідників (Карнейро, Ернест Ґеллнер та інші) висловлюють сумнів в тому, що ця ознака є надійним критерієм державності.
Окрім того, поняття «держа́ва» можна розуміти як державний апарат, тобто систему органів державної влади.

## Теорії держави
Більшість політичних теорій держави можна розбити на дві категорії. До однієї належать так звані ліберальні або консервативні теорії, зосереджені на функціонуванні держави при капіталізмі, який сприймається як дане. У цих теоріях держава зазвичай виступає нейтральною сутністю, окремою від суспільства й економіки. Друга категорія — марксистські теорії, вважають політику й економіку тісно переплетеними й наголошують на зв'язку економічної влади з політичною. У цих теоріях держава виступає як знаряддя, що служить у першу чергу вищому класові.

### Анархізм
Політична філософія анархізму розглядає державу аморальною інституцією, вважає її непотрібною, шкідливою, і ратує за суспільство без держави, тобто анархію.
Анархісти вірять, що держава, хто б у ній не правив, невіддільна від панування й гніту. Державі на їхню думку належить монополія на легалізоване насильство. На відміну від марксистів анархісти не вважають політичною метою захоплення влади. Натомість вони вірять, що державний апарат повинен відмерти зовсім. Тоді його замінять нові суспільні відносини, що взагалі не опиратимуться на владу.

### Точка зору марксизму
Карл Маркс і Фрідріх Енгельс виразно наголошували, що метою комуністів є встановлення безкласового суспільства, в якому держава відімре. Погляди основоположників марксизму розсипані в різних творах, і переважно вони аналізують колишні або сучасні їм форми з загальної чи тактичної точки зору. Форма майбутнього суспільства не обговорюється, а утопічні спекуляції є анафемою для груп, що вважають себе марксистськими. До захоплення влади в державі немає можливості обговорювати устрій майбутнього суспільства. Тож можна сказати, єдиної марксистської теорії держави немає, але існують численні марксистські теорії прибічників марксизму.
У ранніх творах Маркс зображав державу як паразита, що є частиною надбудови і діє проти суспільних інтересів. Він також зазначав, що держава є дзеркалом суспільних класів, діє як регулятор і пригнічує класову боротьбу, є знаряддям політичної влади та забезпечує панування класу експлуататорів. Маніфест комуністичної партії стверджує, що держава не більше ніж комітет управління справами буржуазії.
Для теоретиків марксизму роль несоціалістичної держави визначається її функцією в глобальному капіталістичному порядку. Ральф Мілібанд стверджував, що правлячий клас використовує державу як знаряддя домінування в суспільстві через особисті зв'язки державних діячів та економічною елітою. На думку Мілібанда в державі домінує еліта, що має спільне походження з класом капіталістів. Завдяки цьому державні урядовці мають спільні інтереси з власниками капіталу й пов'язані з ними цілим набором соціальних, економічних та політичних зв'язків.
Теорія держави Антоніо Ґрамші підкреслює, що держава тільки одна з тих інституцій суспільства, що допомагають правлячому класові утримувати гегемонію, і що влада держави тримається на ідеологічному пануванні різних інститутів суспільства, таких як церква, школа та мас-медіа.

### Австрійська школа
Фрідріх фон Гаєк про роль сильної держави: «Точно так само з приводу відродження європейської цивілізації в період пізнього середньовіччя можна сказати, що поширення капіталізму — і європейської цивілізації — своїм походженням і raison d'etre [смисл існування (фр.)] зобов'язане політичній анархії (Baechler, 1975: 1977). До сучасного індустріалізму прийшли аж ніяк не там, де уряди були сильнішими, а в містах італійського Відродження, Південної Німеччини, Нідерландів і, нарешті, в Англії з її м'якою системою правління, тобто там, де правили городяни, а не воїни. Щільна мережа обміну послугами, що надає обриси розширеному порядку, ґрунтовно розросталася при захисті індивідуалізованої власності, а не при державному управлінні її використанням. Звідси випливає, що не існує більш хибної думки, ніж загальноприйнята формула істориків, згідно з якою вони подають появу сильної держави як кульмінацію культурної еволюції: вона так само часто була ознакою її кінця. В цьому випадку на дослідників давньої історії надали непомірний вплив і ввели в глибоку помилка пам'ятники і документи, залишені носіями політичної влади, в той час як справжні будівельники розширеного порядку, по суті, створювали багатство, без якого не було б цих пам'ятників, залишили не настільки зримі і претензійні свідоцтва своїх досягнень. „Де немає власності, там немає і справедливості“ — проникливі очевидці виникнення розширеного порядку анітрохи не сумнівалися в тому, що його джерелом служить безпека, яка гарантується урядами, примусова влада яких вичерпується одним завданням — захистом абстрактних правил, що визначають, кому що має належати»". Згубна самовпевненість, 1988
Людвіг фон Мізес - яскравий представник Австрійської школи економіки, 
Питання завжди одне і те ж: держава чи ринок. Третього рішення не існує (р.28).

Якщо хтось відкидає laissez faire через людську помилковість і моральну слабкість, то з тієї ж причини він повинен відкинути всі види державної діяльності (р.44).

### Плюралізм
Політична теорія плюралізму розглядає суспільство як набір окремих осіб та груп, що борються за політичну владу. На думку плюралістів держава є нейтральним органом, що втілює прагнення будь-якої групи, що здобула перевагу на виборах. У цьому руслі Роберт Даль розробив теорію держави як нейтральної арени, де стають до бою різні інтереси та їхні групові виразники. Коли влада в суспільстві розподілена, державна політика складається в результаті укладання угод. Хоча плюралісти визнають існування нерівності, вони проголошують, що всі групи мають можливість чинити тиск на державу. Плюралістичний підхід вважає, що всі дії сучасної демократичної держави є результатом тиску з боку великої різноманітності організованих інтересів. Даль назвав державу такого типу поліархією.
Плюралізму заперечують браком емпіричних доказів. Цитуючи результати опитувань, які показують, що значна більшість людей на провідних посадах у державі репрезентує заможний вищий клас, критики плюралізму стверджують, що держава служить інтересам вищого класу, а не інтересам усіх груп суспільства

### Погляди сучасних критиків
Юрген Габермас вважає, що схема базис — надбудова, яку використовують численні марксистські теоретики, описуючи взаємозв'язок держави та економіки, надто спрощена. На його думку, сучасна держава відіграє значну роль у структуруванні економіки, регулюючи економічну діяльність, будучи масштабним споживачем і виробником, а також через перерозподіл (держава загального добробуту). Оскільки така діяльність держави впливає на економічні структури, на думку Габермаса державу не можна розглядати, як пасивного виразника класових інтересів.
Мішель Фуко вірив, що сучасні політичні теорії надто зосереджені на державі: «можливо, зрештою, держава — це лише композитна реальність і міфологічна абстракція, важливість якої набагато більше обмежена, ніж думає багато з нас». На його думку, політична теорія надто зациклилась на абстрактних інституціях, і не достатньо уваги надає справжнім діям уряду. Фуко вважав, що держава не має сутності. Він вірив, що замість спроб зрозуміти дії урядів, аналізуючи властивості держави (втіленої абстракції), політичним аналітиками слід вивчати зміни в діях уряду, і так відслідковувати зміни природи держави.
Грецький неомарксист Нікос Пуланзас, на якого великий вплив мав Антоніо Грамші, висловлював думку, що капіталістична держава не завжди діє в інтересах панівного класу, а коли діє, то не обов'язково тому, що державні посадовці свідомо прагнуть так чинити, а тому, що структура держави організована так, щоб загальні довготривалі інтереси капіталу завжди виходили на передній план. Головний внесок Пуланзаса в марксистську літературу про державу полягав у концепції відносної автономності держави. Хоча запропонована концепція була значним внеском у марксистську літературу, Пуланзасу своєю чергою закидали структурний функціоналізм.[джерело не вказане 473 дні]

### Ідея держави як автономної сутності (інституціоналізм)
Прихильники ідеї автономності держави вірять, що вона є сутністю стійкою до зовнішніх суспільних та економічних впливів, а переслідує свої власні інтереси. Праці нових інституціоналістів щодо держави, наприклад доробок Теди Скокпол, стверджують, що державний сектор значною мірою автономний. Іншими словами, державні посадовці мають власні інтереси, про які дбають незалежно від інших сил в суспільстві (при конфлікті). Оскільки держава контролює засоби примусу і, зважаючи на залежність багатьох суспільних груп від держави при досягненні будь-якої мети, яку вони можуть переслідувати, державні посадовці можуть до певної міри нав'язувати суспільству свої вподобання.
Держава як організація спеціалізується на дослідженнях операцій. Це стереотипізована організація, яка спеціалізується на організації господарства та організовує виробництво певного обсягу благ, щоб, маніпулюючи доступом до них за допомогою синтаксичних структур, ображати і принижувати людей, яких вона запросила, спричиняючи боротьбу між ними за доступ до благ. Повторювані час від часу підбурювання до жорстокості є наслідком недостатньої компетентності цієї організації в мистецтві дослідження операцій щодо організації життєдіяльності (або прагматичним, організованим саботажем, психотичним явищем, наприклад, розвагою). В основі ідеї держави лежить постулат про необхідність відносин, діалогу, спілкування (ідея розповіді). Таким чином, держава є організацією, яка організовує спілкування в односторонньому каналі, яке полягає в розповіді, яка принижує реципієнтів. Як ідея, держава є складовою ідеї Європи як спільноти людей, які є спільними в переконаннях в безальтернативності сенсу життя стародавніх греків (організації полісу (грец. πόλις — «місто»), тобто політики), чи інших етнографічних утворень (комуни (фр. commune — «громада»), префектури (лат. praefectura — «керівник, голова»), воєводства, федерату (лат. foedus - «угода, союз») або штату, остану (перс. استان‎ — «остан») чи марказу (араб. مركز) тощо — в залежності від оригінальної етнографічної традиції).

## Форма держави
Докладніше: Форма держави 
Форма
(лат. formal — структура, система організації) держави — це поєднання способу
організації і здійснення державної влади, методів її здійснення та форм
зворотного зв'язку органів держави із населенням. Тобто форма держави — специфічна політична організація суспільства.[джерело не вказане 473 дні]
Форма держави є юридичною конструкцією, що складається з таких взаємопов'язаних елементів як:
- Форма державного правління — спосіб, або порядок організації та взаємодії вищих органів державної влади;
- Форма державного устрою — порядок організації територіального устрою, тобто поділу держави на певні складові частини, та співвідношення держави, як цілого, з її складовими частинами;
- Форма державного режиму — порядок здійснення державної влади певними способами і методами.[37]

Форми держав світу відрізняються великим розмаїттям, це пояснює той факт, що вони складаються під впливом різних історичних, політичних, соціальних, економічних, культурних, релігійних природно-географічних чинників.

## Виникнення нової держави
Історія знає такі способи утворення нових держав, що тепер лишилися в минулому, як заснування держав на незаселених територіях або попри наявне на них місцеве населення, якщо ці території розглядаються як придатні для набуття (приклад: бурські держави в Південній Африці; див. Terra nullius).[джерело не вказане 473 дні]
У теперішньому світі поява нової держави передбачає добровільне або інше усунення попередньої державної влади.[джерело не вказане 473 дні]
Нова держава може виникати шляхом злиття, коли дві (чи більше) держави з припиненням власної незалежності зливаються в одну (приклади: заснування Північнонімецького Союзу в 1867 році, з якого 1871 року постав Німецький Рейх; злиття Єгипту і Сирії в Об'єднану Арабську Республіку 1958 року). У випадку сецесії територія держави розпадається і постає нова держава або відокремлена частина приєднується до іншої держави (приклад: відділення Панами від Колумбії 1903 року).[джерело не вказане 473 дні]
Для появи нової держави вирішальним є факт наявності ефективної державної влади, який є предметом особливої уваги міжнародної спільноти. Проте під час деколонізаційних процесів ХХ ст. визнання спільнотою держав деяких нових держав (зокрема, з огляду на прийняття до Об'єднаних Націй) мало місце попри помітну неефективність нової державної влади в інтересах права народів на самовизначення.[джерело не вказане 473 дні]
Натомість не має вирішального значення згода попередньої державної влади: становлення нової держави часто відбувається в суперечці з нею.

## Функції держави
Функції держави поділяються на[джерело не вказане 473 дні]:
1. Основні — здійснюються протягом всього терміну її існування, без яких розвиток та існування держави неможливий:
  1. економічна;
  2. політична;
  3. правоохорна
  4. гуманітарна;
  5. інформаційна;
  6. охорони здоров'я населення;
  7. оборонна та ін.
2. Додаткові (неосновні) — напрямки діяльності держави, які є складовими основних функцій і завдяки яким вони реалізуються.

Основні функції держави поділяються[джерело не вказане 473 дні]:
1. За територіальною спрямованістю:
  1. внутрішні функції, реалізація яких здійснюється всередині країни і які забезпечують внутрішню політику держави:
    - економічна;
    - політична;
    - соціальна;
    - екологічна;
    - гуманітарна;
    - правоохоронна та ін.

  2. зовнішні функції, реалізація яких здійснюється на міжнародній арені, які забезпечують зовнішню політику держави:
    - дипломатична, пов'язана із встановленням і підтриманням відносин з іноземними державами;
    - міжнародного співробітництва у різних сферах;
    - природоохоронна;
    - підтримання міжнародного правопорядку;
    - захист держави від зовнішніх зазіхань та ін.
2. За сферою суспільного життя:
  1. економічні функції:
    - захист різних форм власності;
    - розвиток виробництва;
    - створення умов для забезпечення прав громадян на підприємницьку діяльність;
    - розпорядження об'єктами державної власності та ін.;

  2. політичні функції:
    - розробка внутрішньої політики держави;
    - створення умов для розвитку демократії;
    - забезпечення прав громадян на вільну, в тому числі опозиційну політичну діяльність;
    - охорона і захист конституційного ладу та ін.;

  3. гуманітарні функції:
    - розвиток науки і культури;
    - забезпечення освіти та виховання населення;
    - розвиток національної самосвідомості народу;
    - охорона культурної спадщини та ін.;

  4. соціальні функції:
    - забезпечення соціального захисту громадян;
    - створення системи загальнодержавного та недержавного соціального страхування;
    - створення мережі спеціальних закладів для догляду за непрацездатними;
    - створення умов для забезпечення громадян, які потребують соціального захисту, житлом та ін.;
3. За часом виникнення:
  - постійні, які реалізуються державою на всіх етапах існування (основні функції)
  - тимчасові, які реалізуються в певних умовах. Так, у разі стихійного лиха чи техногенної катастрофи держава вживає заходів по ліквідації негативних наслідків, що виникли, допомагає постраждалим та інше. Але здійснення такої функції припиняється після усунення відповідного явища і досягнення поставленої мети (компенсація матеріальних та (або) моральних збитків, заподіяних техногенним чи стихійним явищами тощо).

Держава для реалізації своїх функцій використовує різні форми діяльності[джерело не вказане 473 дні]:
- правотворчу — створює необхідні закони і підзаконні нормативні акти, що регулюють суспільні відносини у різних сферах;
- організаційну (виконавчу) — забезпечує виконання приписів нормативно-правових актів;
- правоохоронна — за допомогою спеціальних правоохоронних органів забезпечує законність і правопорядок в народному господарстві та інших відносинах;
- правозастосовчу — шляхом видання компетентними органами актів застосування права, які є обов'язковими для виконання адресатами;
- контрольно-наглядову, за допомогою якої здійснюється нагляд за точним і однаковим виконанням законів усіма суб'єктами. Цю форму забезпечують органи Антимонопольного комітету та його регіональних відділень, Контрольно-ревізійної служби, прокуратури, органів галузевого нагляду та ін.

Згідно з Конституцією України утвердження і забезпечення прав і свобод людини є головним обов'язком держави.

## Неспроможність держави
Під неспроможністю держави розуміють її нездатність підтримувати своє існування як життєздатної політичної та економічної одиниці. Це також держава, яка стає некерованою й недостатньо легітимною в очах міжнародного співтовариства у зв'язку з розпадом державної влади[джерело не вказане 473 дні].
Крім того, економісти називають неспроможністю держави її нездатність компенсувати неспроможність ринку[джерело не вказане 473 дні].
Основна стаття: Неспроможна держава.